# Wald und Lindenallee bei Banzin
Wald und Lindenallee bei Banzin este o arie protejată (arie specială de conservare — SAC, sit de importanță comunitară — SCI) din Germania întinsă pe o suprafață de 34 ha, integral pe uscat.

## Localizare
Centrul sitului Wald und Lindenallee bei Banzin este situat la coordonatele 53°24′20″N 10°53′50″E / 53.4056°N 10.8972°E.

## Înființare
Situl Wald und Lindenallee bei Banzin a fost declarat sit de importanță comunitară în aprilie 2004 pentru a proteja 1 specie de animale. Situl a fost protejat și ca arie specială de conservare în august 2016.

## Biodiversitate
Situată în ecoregiunea continentală, aria protejată conține 1 habitat natural: Lacuri eutrofice naturale cu vegetație de tip Magnopotamion sau Hydrocharition.
La baza desemnării sitului se află o specie protejată de  nevertebrate: Osmoderma eremita